# Papaipema speciosissima
Papaipema speciosissima é uma espécie de mariposa da família Noctuidae. Foi descrito por Augustus Radcliffe Grote e Coleman Townsend Robinson em 1868 e é encontrado na América do Norte.
O número MONA ou Hodges para Papaipema speciosissima é 9482.